# Moordrechtse Verlaat
Het Moordrechtse Verlaat was een schutsluis tussen de polders Moordrecht en Broek en de Turfsingel te Gouda, in de Nederlandse provincie Zuid-Holland. De sluis is in 1935 gedempt. Eeuwenlang zijn via deze sluis schuiten met turf uit de polders de stad ingevaren. Van de huizen aan de noordzijde naast het verlaat zijn er een aantal bewaard gebleven. Aan de zuidzijde is in 2008 een nieuw appartementencomplex verrezen.

## Foto's

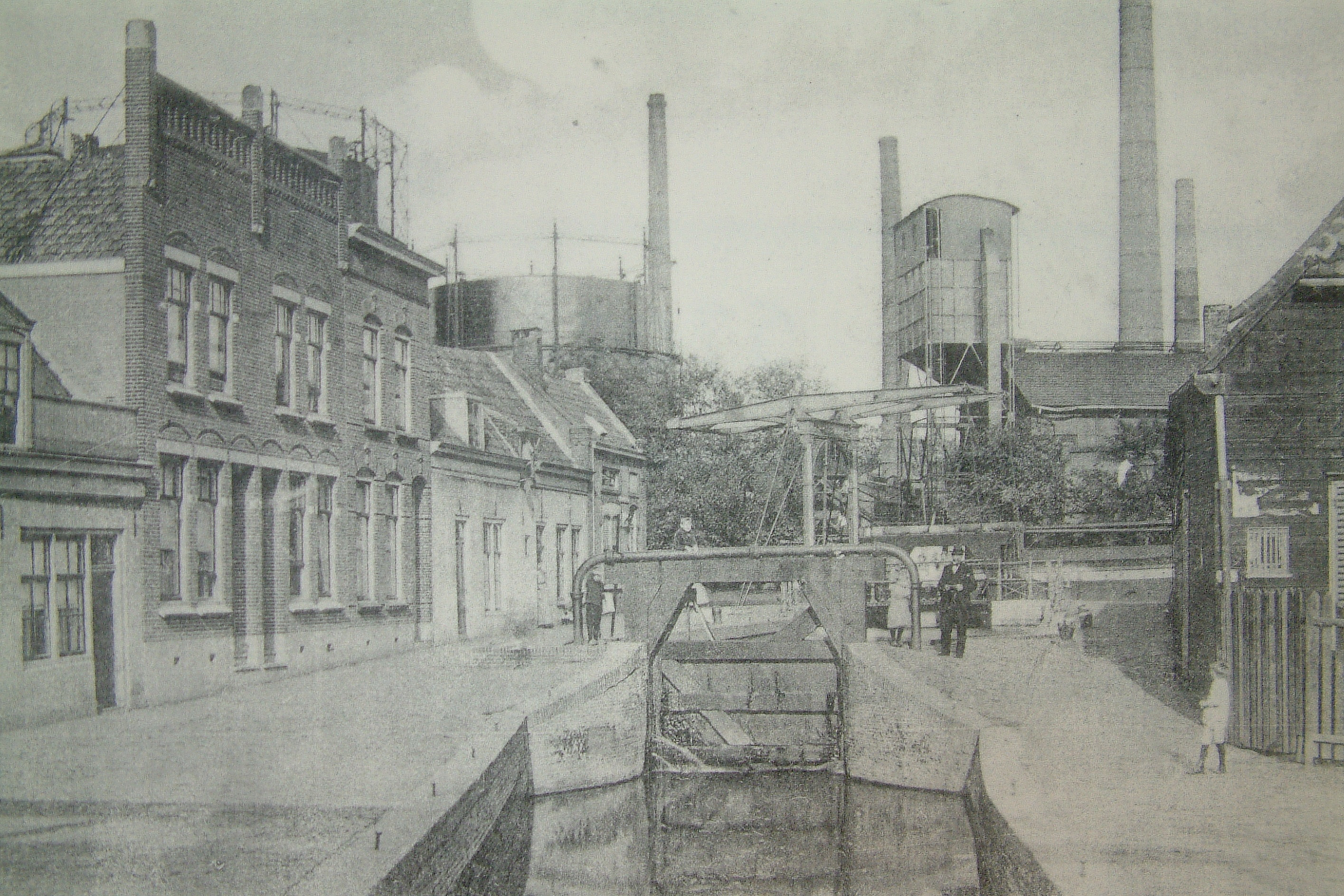
Het Moordrechtse Verlaat voor 1935
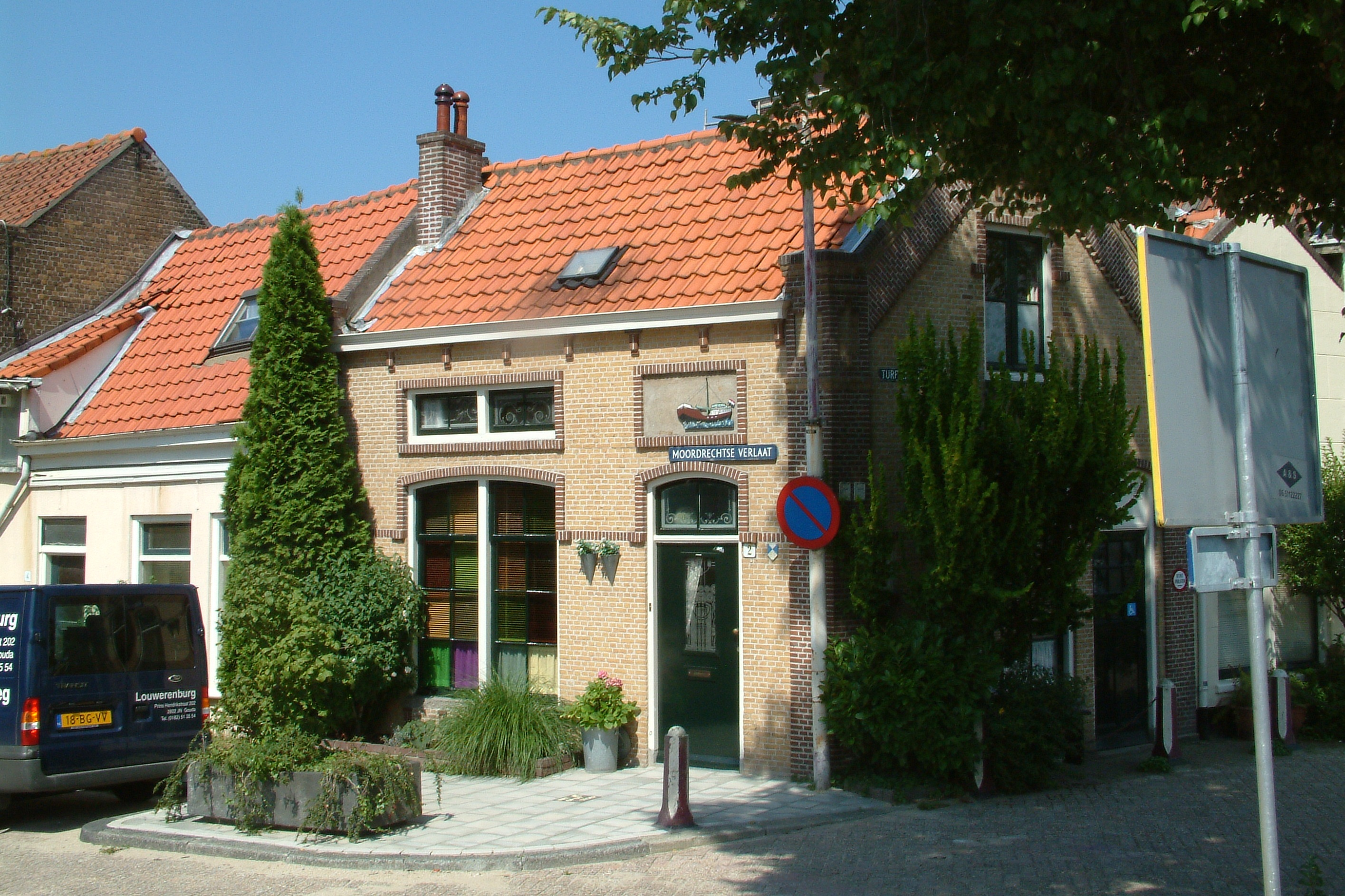
Bewaard gebleven huizen naast het verlaat
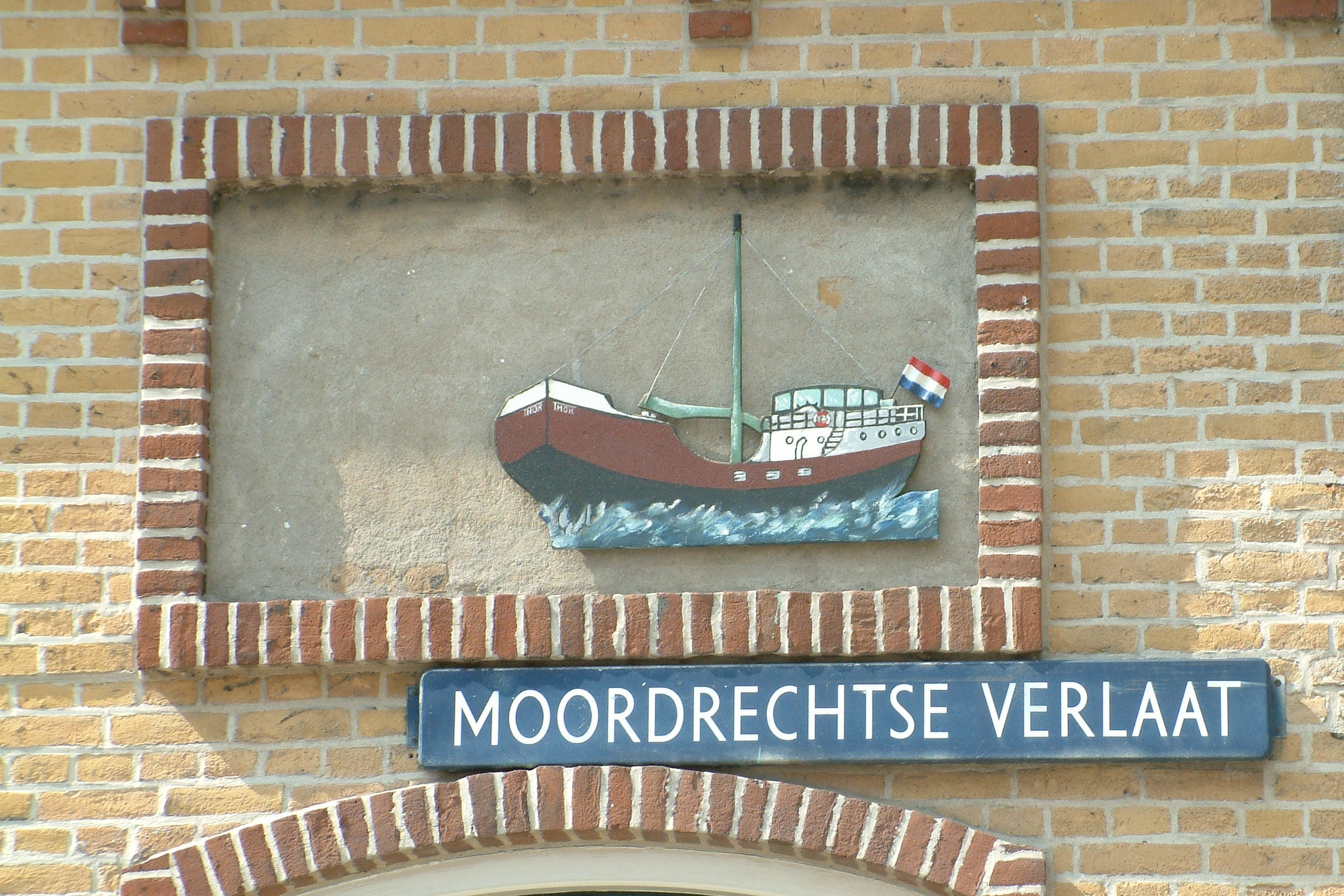
Detail

Straten en pleinen: Achter de Kerk · Achter de Vismarkt · Hoge Gouwe · Kleiweg · Lage Gouwe · Markt · Naaierstraat · Oosthaven · Spieringstraat · Tiendeweg · Turfmarkt · Westhaven

Sluizen: Donkere sluis · Hanepraaisluis · Havensluis · Ir. De Kock van Leeuwensluis · Julianasluis · Mallegatsluis · Moordrechtse Verlaat · Waaiersluis

Grachten en singels: Gouwe · Haven · Karnemelksloot · Turfmarkt · Turfsingel